# Eigelstein
Eigelstein werden in deutschen Städten am Rhein die provinzialrömischen Grabdenkmäler (Kenotaphe) und Befestigungstürme genannt.

## Vorkommen
Es gibt sie insbesondere im Rheinland in Orten, die ursprünglich römische Kastelle waren. Beispiele sind die Igeler Säule bei Trier und der Drususstein in Mainz. Das Wort „Eigelstein“ wird traditionell vom lateinischen aquila „Adler“ abgeleitet (vergleiche den daher stammenden englischen Begriff eagle), könnte aber auch von der mittellateinischen Bezeichnung agulia für die Obelisken in Rom und ähnliche hochaufragende Steinmonumente herrühren.
Als von einer solchen Stele hergeleitete Bezeichnung steht der Ausdruck auch im Namen der Kölner Straße Eigelstein und der dortigen Eigelsteintorburg.